# 百物語〜ほんとにあった怖い話〜
『百物語〜ほんとにあった怖い話〜』（ひゃくものがたり ほんとにあったこわいはなし）は、1995年8月4日に日本のハドソンから発売されたPCエンジンSUPER CD-ROM2用アドベンチャーゲーム。
百物語を題材とした作品であり、ホラー漫画雑誌『ほんとにあった怖い話』（朝日ソノラマ）に寄せられた一般投稿による実話怪談を元にした文章に背景と効果音を使用したサウンドノベル形式となっている。怪談の語り手として知られるタレントの稲川淳二が監修を行っている。
開発はハドソンおよびソフィックスが行い、プロデューサーは後にゲームボーイ用ソフト『ボンバーマンGB3』（1996年）を手掛けた井上佳典が担当、ディレクターは後にNINTENDO 64用ソフト『ラストレジオン UX』（1999年）を手掛けた西谷衆一郎が担当、企画・演出はPCエンジンSUPER CD-ROM²用ソフト『ネオ・ネクタリス』（1994年）を手掛けた鈴木茂が担当、音楽はPlayStation用ソフト『ジャンピングフラッシュ!』（1995年）を手掛けた阪本志崇が担当している。
後に続編となるセガサターン用ソフト『古伝降霊術 百物語〜ほんとにあった怖い話〜』（1997年）が発売された他、iPhone用ソフト『恐怖・百物語』（2009年）が配信された。

## 概要
CD-ROMの大容量を使用することにより、写実的な背景や音声を実現し、全百話というボリュームを実現している。
オープニング後の画面には百本の火の付いた蝋燭が表示され、その中の一本を選択することで話が始まるシステムとなっており、一話終わるごとに蝋燭が消えていき、百本すべての蝋燭を消すことで終了となる。また蝋燭を百本消した後には百一話が出現するため実際に収録されているのは百一話となっている。選択した蝋燭によって話の内容が変化するため話の順番はランダムとなっているが、最終話である百話と百話読了後に発生する第101話は固定となっている。
基本システムは画面上に背景とともに文章が表示されていき、ボタンを押すことで怪談を読み進めていく「実話ストーリー」となっているが、その他に「スペシャルストーリー」として稲川淳二の語りによる怪談話も収録されている。
また、怪談話以外にも学校内を探索する「学校の七不思議」や関東圏内の心霊スポットを紹介する「心霊現象マップ」というモードも存在する。
一度読んだ話は百本の蝋燭が並んでいる選択画面でセレクトボタンを押すことで「百の記憶」というタイトルの画面から再度読むことができる。さらに、百話すべてを終了した後に追加となるおまけモードが存在する。

## ゲーム内容
この作品には以下の4つのモードが存在し、また百話すべてを終了した後におまけモードが追加される。
実話ストーリー
一般投稿による心霊体験談を文章によって読んでいくモードであり、このゲームのメインシステムとなっている。通常は話の内容に合わせた実写背景が表示されるが、「3D立体サウンド」が使用されている話はタイトルの右下に「STEREO」と表示され、背景も「幻想絵画」と呼ばれる絵が表示されるようになっている。
スペシャルストーリー
稲川淳二が肉声で恐怖体験を語るモード。このモードではタイトル画面でボタンを押すのみで、後はプレイヤーが介入する部分はなく、話を聞くのみとなる。
学校の七不思議
学校の七不思議として有名な話を紹介するモードで、「理科室」「トイレ」「階段」など校舎内の場所を選択し、調査することを目的としている。途中で選択肢が出ることがあり、「写真を撮る」場面では心霊写真が撮れることもある。
心霊現象マップ
関東地方にある心霊スポットを紹介するモード。画面に表示された心霊スポットを選択し、そのスポットにまつわる話や交通手段、評価を見ることができる。
おまけモード
百物語体験用ろうそく
100本の蝋燭が用意され、一話終わるごとに任意で消すことができる。百話終了後に何かが起こるとされている。
電子こっくりさん
画面上に表示されたこっくりさん用紙を使用し、方向キーの上下左右のボタン部分にそれぞれが人差し指を載せて使用する。このモードのみ、複数名でプレイすることができる。
ESPカード
裏向きで表示されるESPカードの絵柄を当てていくモード。プレイする枚数を選択することができ、枚数に応じて当たった確率が表示されるようになっている。

## ストーリー
主人公設定などは特になく、ゲームスタートと同時に百物語を進めていくこととなる。
また、百物語を全て読了した後に、ある条件下で101話目が始まることがある。
以下に、各モードのタイトルを表記する。

### 実話ストーリー
| 1. 障子の向こう側 2. 鏡 3. 腕をちょうだい 4. 海辺の怪 5. 二階がこわい 6. 恐怖は雨音と共に 7. 雨の日の親子 8. 近づく足音 9. 幽霊アパート 10. つかれた町 11. 見知らぬ風景 12. 凍りついた瞬間 13. 人形は夜歩く 14. 選ばれた客 15. 伝染性怪現象 16. 写真に残る悪霊 17. 襲ってくる手首 18. 瞳の封印 19. 私を殺した女 20. 呪いのこっくりさん 21. 火葬場で見た煙 22. 老女の最後 23. トンネルの中で 24. 空白の時間 | 1. 昇仙峡の怪 2. 体育倉庫の怪 3. 真夜中の病棟 4. 闇からの電話 5. 最後の買物 6. 闇からの歌声 7. K住宅怪奇談 8. 追悼式 9. 道行く二人の女性 10. 闇の人形 11. L字のペンション 12. 死者の呼び声 13. 永遠なる怨念 14. 踏切の怪 15. 冬の日の母子 16. 呪縛の夜 17. 棺桶の中身 18. 亡者の演奏 19. 母が見ている 20. 折れた護符 21. 迷える少女 22. いとこの忠告 23. 月下の少女 24. 辻に棲む霊 | 1. 蛇塚様 2. のびる腕 3. 遺された指環 4. 橋に出る幽霊 5. 廃墟の黒髪 6. 武者の亡霊 7. おじいさんの顔 8. 教室の幽霊 9. 人団子 10. 予知夢の怪 11. 子供達の家 12. 放課後の恐怖 13. 午後の訪問者 14. 体育館 15. 責任転嫁 16. 長命寺 17. 白昼夢の街 18. 天井から落ちる生首 19. 同窓会 20. 飼い猫の霊が 21. 怪談話をしていたら… 22. その人は… 23. 黒い人 24. 続・永遠なる怨念 |

### スペシャルストーリー
1. 第5スタジオで
2. 谷川に残る橋桁
3. 迫りくる白刃
4. 土中で叫ぶ人
5. 死を呼ぶ子供
6. 消えたブランコ
7. 生首とハト
8. つかんだ顔
9. ふたつの死体
10. 樹海にて

### 学校の七不思議
1. 階段
2. トイレ
3. 廊下
4. 理科室
5. 音楽室
6. 教室

### 心霊現象マップ
1. 魔の踏切（大宮）
2. 池袋サンシャインビル（池袋）
3. 恐怖の笹塚駅（笹塚）
4. 井の頭公園（吉祥寺）
5. 藤沢橋交差点（藤沢）
6. 鈴が森刑場跡（大森）
7. 小坪トンネル（逗子）
8. ホテルニュージャパン（赤坂）
9. 四谷怪談 お岩稲荷（四谷）
10. 将門の首塚（大手町）
11. 哲学堂公園 幽霊梅（中野）
12. 長命寺 姿見の井戸（石神井）
13. 宮が瀬虹の大橋（相模原）

## 出演者
- 稲川淳二
- 木村安城
- 阪本葵
- 山の海
- 大黒陽子
- 高橋永
- 浅川真弓子
- 白鳥エミ
- 大和百合
- タクヤ&タイチ
- 要永シゲ
- 星野正歩
- 瀬尾葉子

## スタッフ
- プロデューサー：井上佳典
- ディレクター：西谷衆一郎
- 企画・演出：鈴木茂
- 映像監督：菅田一寿
- 美術監督：増田祐司
- プログラム：後藤誠
- アクション監督：金田治（ジャパンアクションクラブ）
- 撮影：田口久徳、三浦英彦、狩野裕昭
- 特殊合成：柏原聡介
- 幻想絵画・原画：真壁廉、加園誠
- 操演：羽鳥博幸
- 構成：杉山勝彦
- 音楽・効果音：坂本志崇
- 音楽音響作成監修：ティーズミュージック
- 立体音響制作：ボディソニック（株）
- テクニカルアドバイザー：沢口岳志
- アシスタントディレクター：桝谷裕一、田坂拓哉
- 広告：半田由紀子
- スペシャルサンクス：荒井弘二、久保久、中田伸一、石川雅子、内田努
- 協力：川田和加子、松沢忍、和久井栄子
- 関係各社：（株）ソフィックス、朝日ソノラマ刊「ほんとにあった怖い話」より、（有）オフィスガン、ティーズミュージック、MOVOアートワーク、（有）ミウ、ミットスタジオ
- 監修：稲川淳二

## 評価
| 項目 | キャラクタ | 音楽 | お買得度 | 操作性 | 熱中度 | オリジナリティ | 総合 |
| 得点 | 3.2        | 3.9  | 3.4      | 3.4    | 3.5    | 3.8            | 21.0 |

ゲーム誌『ファミコン通信』の「クロスレビュー」では7・7・7・5の合計26点（満40点）と標準的な評価となっており、『PC Engine FAN』の読者投票による「ゲーム通信簿」での評価は別記の通り21.0点（満30点）で高評価となっている。またゲーム本『懐かしゲーム機大百科 PCエンジン完全ガイド 1987-1999』では、心霊スポット紹介やこっくりさんが再現できるおまけモードの存在などに関して「力の入った内容」と肯定的に評価した。